# 梅斯縣 (奧克拉荷馬州)
梅斯縣（英語：Mayes County）是美国奧克拉荷馬州東北部的一個縣，面積1,770平方公里。根据2020年美國人口普查，共有人口39,046人。縣治普賴爾溪（Pryor）。該縣成立於1907年7月16日，縣名來源未確定，可能是兩位切羅基族酋長之一。